# Sa-Montou
Sa-Montou (fils de Montou) est un vizir égyptien en fonction à la fin de la XIIe dynastie.

## Biographie
Sa-Montou est connu par une stèle qui le montre assis devant une table d'offrandes. La stèle est aujourd'hui exposée au Musée égyptien du Caire. La mère de Sa-Montou est une femme appelée Satip. Une bouche de Nekhen Sa-Montou avec la même mère est connue par plusieurs inscriptions rupestres en Basse-Nubie. Elles datent des années 6 et 9 du roi Amenemhat III et rapportent une petite campagne militaire contre la Nubie. Il semble probable que les deux sources se réfèrent à la même personne, les inscriptions nubiennes appartenant à l'époque précédant sa promotion au poste de vizir.
Une chapelle d'offrandes de Sésostris (Vienne AS 198), rapporteur du vizir, pourrait appartenir à un serviteur de Sa-Montou. Une personne portant le même nom et le même titre est mentionnée sur la stèle du Caire (CG 20102).